# Maria de Lourdes Braga de Sá Teixeira

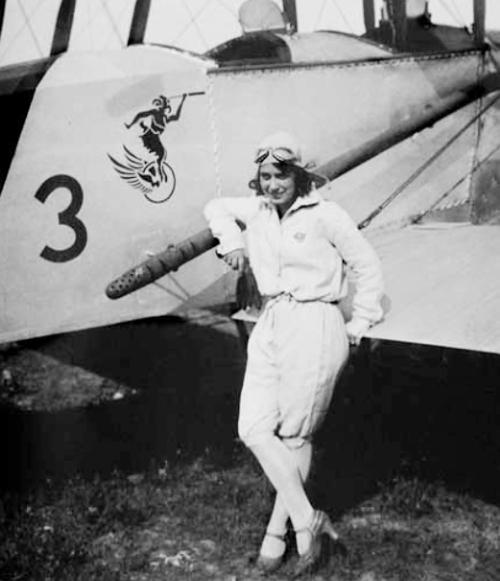
Maria de Lurdes Braga de Sá Teixeira vor einer Avro 548, 1929

Maria de L(o)urdes Braga de Sá Teixeira (* 19. Oktober 1907; † 19. Juli 1984) war eine portugiesische Pilotin, die 1928 im Alter von 21 Jahren als erste Frau in Portugal eine Fluglizenz erwarb.

## Leben
Sá Teixeira stammte aus einer großbürgerlichen Familie und war die Tochter von Afonso Henriques Botelho de Sá Teixeira, einem Coronel Médico (Oberstarzt). Dieser wehrte sich lange vehement gegen den Wunsch seiner Tochter, ein Flugzeug zu fliegen. Erst als die Auseinandersetzung sich sogar auf die Gesundheit seiner Tochter auswirkte, änderte er seine Meinung.
Ihr Ausbilder war Francisco Craveiro Lopes, der zwischen 1951 und 1958 der zwölfte Präsident der Portugiesischen Republik wurde. Es heißt, dass Lopes, beeindruckt von der Entschlossenheit Sá Teixeiras, erfolgreich zu sein, alle Anstrengungen unternahm, dass sie erfolgreich war. Am 6. Dezember 1928 erwarb sie an der Academia da Força Aérea (der Militärluftfahrtschule, damals in Granja do Marquês in Sintra) mit einem Caudron G-III-Flugzeug den Pilotenschein.
Auf der neunten Jahrestagung des Aero-Club de Portugal wurde Sá Teixeira offiziell ihre Lizenz verliehen. Ihre Entschlossenheit, ihr Ziel zu erreichen, machte den Conselho Nacional das Mulheres Portuguesas, der sich für die Gleichberechtigung der Frauen einsetzte, auf sie aufmerksam. Die Gründerin und Vorsitzende Adelaide Cabete erkannte, dass Sá Teixeira, obwohl sie aus einer recht wohlhabenden Familie stammte, nicht über die Mittel zum Kauf eines eigenen Flugzeugs verfügte, und bildete ein Komitee, das eine Spendenaktion zum Kauf eines de Havilland-Flugzeugs für Sá Teixeira organisierte. Zu den Mitgliedern des Komitees gehörten auch Maria O’Neill und Angélica Viana Porto. Sá Teixeira erlangte sowohl innerhalb als auch außerhalb Portugals beträchtliche Publizität und wurde zu einer zentralen Figur der Frauenbewegung, aber die Spenden reichten nicht aus, um ein Flugzeug zu kaufen. Die öffentliche Reaktion auf ihre Leistung soll trotzdem zur Förderung der Gleichstellung in Portugal beigetragen haben.
Fast zwei Jahrzehnte lang war Sá Teixeira die einzige Frau in Portugal, die ein Flugzeug fliegen durfte. Es dauerte weitere 19 Jahre, bis Maria Ghira offiziell den Status einer Zivilpilotin erhielt. Erst 1994 wurde Paula Costa die erste Frau, die für die portugiesische Luftwaffe flog.
Über ihr sonstiges Leben ist nichts überliefert. Sá Teixeira starb im Alter von 76 Jahren.
Anlässlich des 85. Jahrestags der Verleihung der Lizenz an Sá Teixeira, wurde von der Stadtverwaltung Lissabon ein Garten in der Gemeinde Olivais in der Nähe des Flughafens Humberto Delgado Lissabon nach ihr benannt, und zwar unter dem Namen Jardim Maria de Lourdes Sá Teixeira.